# IC 2250
IC 2250 — галактика типу P (особлива галактика) у сузір'ї Рак.
Цей об'єкт міститься в оригінальній редакції індексного каталогу.